# Kapuzinerkloster St. Anton

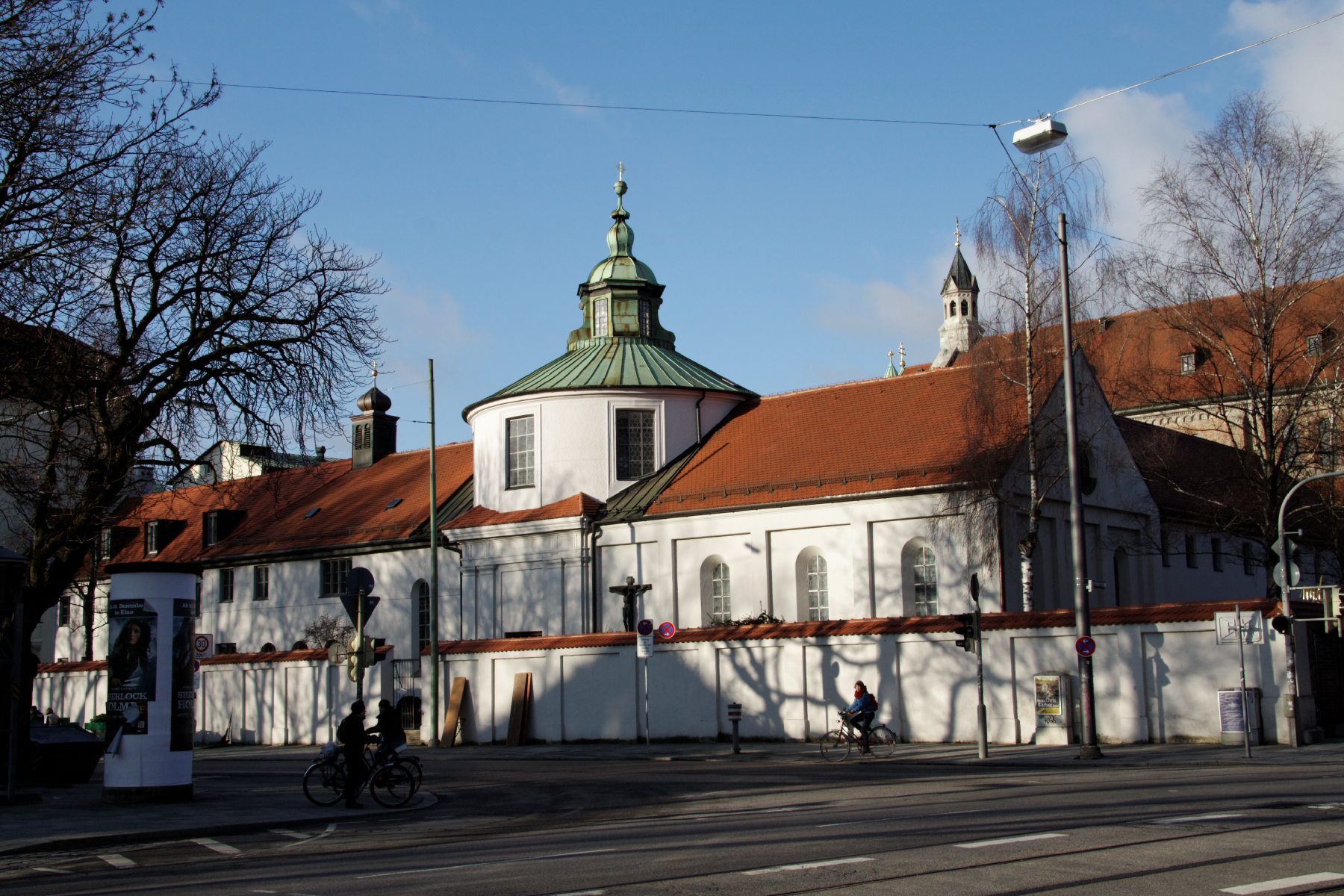
Ostflügel mit Schmerzhafter Kapelle

Das Kapuzinerkloster St. Anton ist ein Kloster des Kapuzinerordens in München.

## Denkmalschutz
Das Kapuzinerkloster St. Anton steht unter Denkmalschutz. Es wurde unter dem Aktenzeichen D-1-62-000-3224 in der Denkmalliste des Bayerischen Landesamtes für Denkmalpflege erfasst.

## Lage
Das Kloster liegt im Stadtteil Isarvorstadt südlich der Kapuzinerstraße gegenüber dem Alten Südfriedhof, im Osten reicht es bis zur Isartalstraße.

## Geschichte

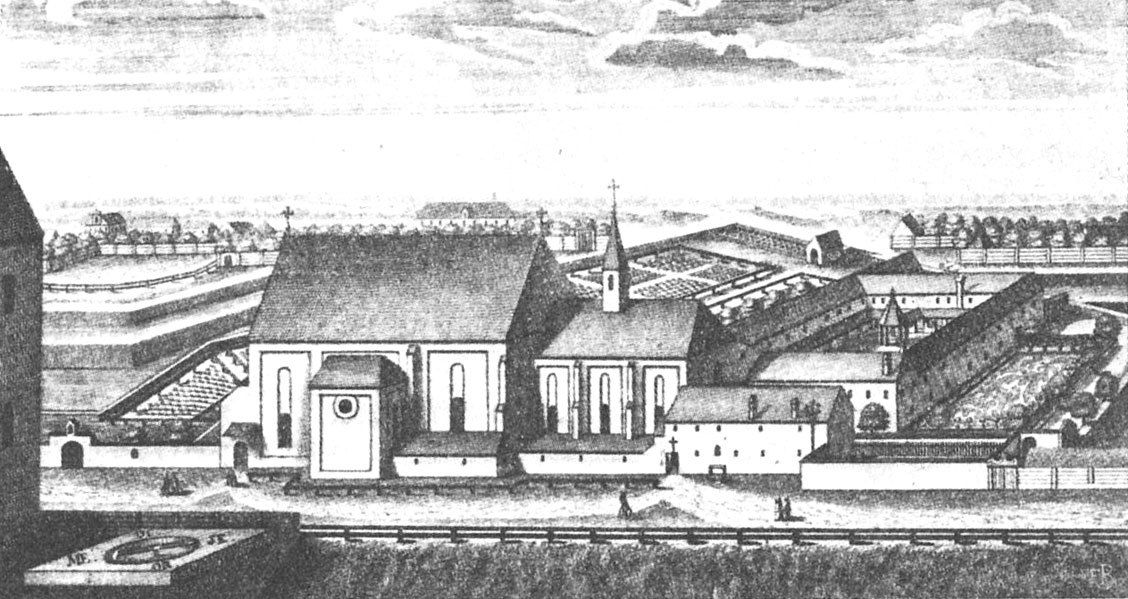
Altes Kapuzinerkloster

Gegen 1600 hatte Kurfürst Maximilian I. die Kapuziner nach München geholt. Ihr Kloster stand außerhalb der damaligen Stadtmauer an der Stelle des heutigen Lenbachplatzes. Als Maximilian die Wallbefestigung anlegen ließ, wurde ein Teil der Außenanlagen des Klosters in eine Bastion einbezogen, die daher den Namen Kapuzinerbastion erhielt. Der Graben zwischen dem Kloster und dem damaligen Schwabinger Tor bekam bei der Bevölkerung den Namen Kapuzinergraben. 1802 wurde das Kloster im Zuge der Säkularisation aufgelöst. Da zu dieser Zeit auch die Festungsanlage geschleift wurde, um einen weitläufigen Platz zu schaffen, wurden die Klostergebäude abgebrochen.
Erst 1845 holte König Ludwig I. den Kapuzinerorden wieder nach München zurück. Er wies ihnen ein Gelände südlich des Alten südlichen Friedhofs neben der 1702 als Rundbau errichteten Schmerzhaften Kapelle zum Bau ihres Klosters zu. 1846 bis 1856 wurde das Kloster in Form einer vierflügeligen Anlage errichtet. In den Ostflügel des Klosters wurde die bereits bestehende Kapelle integriert, die zur Klosterkirche ausgebaut wurde. Der Flügel nördlich der Kapelle diente als Langhaus der Klosterkirche, während sich der Altarraum in dem Rundbau befand. Da die Kapuziner auch die Bevölkerung der Umgebung seelsorgerisch betreuten, wurde die Klosterkirche bald zu klein. Daher wurde 1893–95 westlich des Klosters die neue Kirche St. Anton errichtet.
In den Jahren 2006 bis 2009 wurden die Klostergebäude aufwändig renoviert und umgebaut. Dabei wurde auch das Langhaus wieder von der Schmerzhaften Kapelle abgetrennt.

## Beschreibung

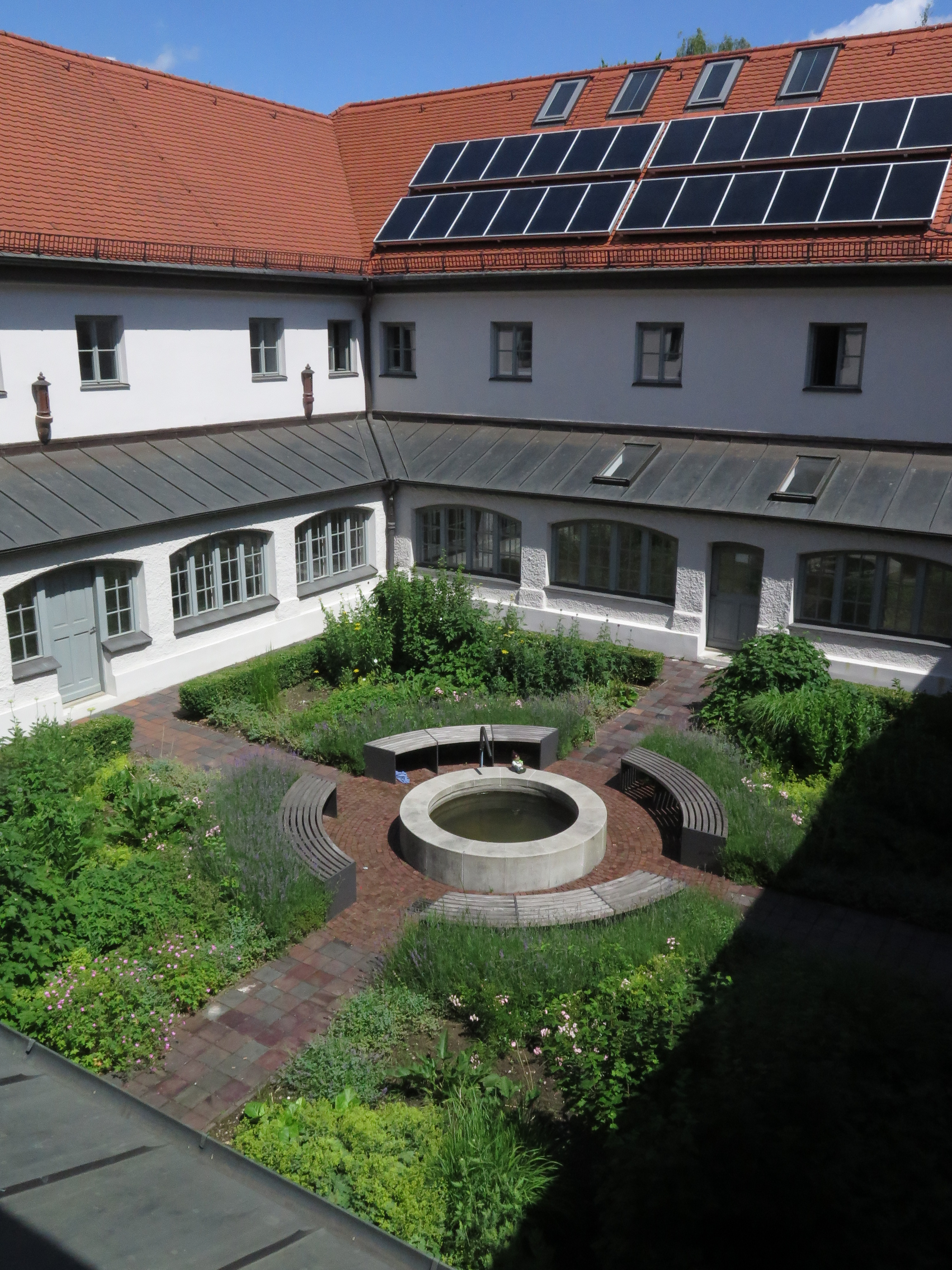
Innenhof

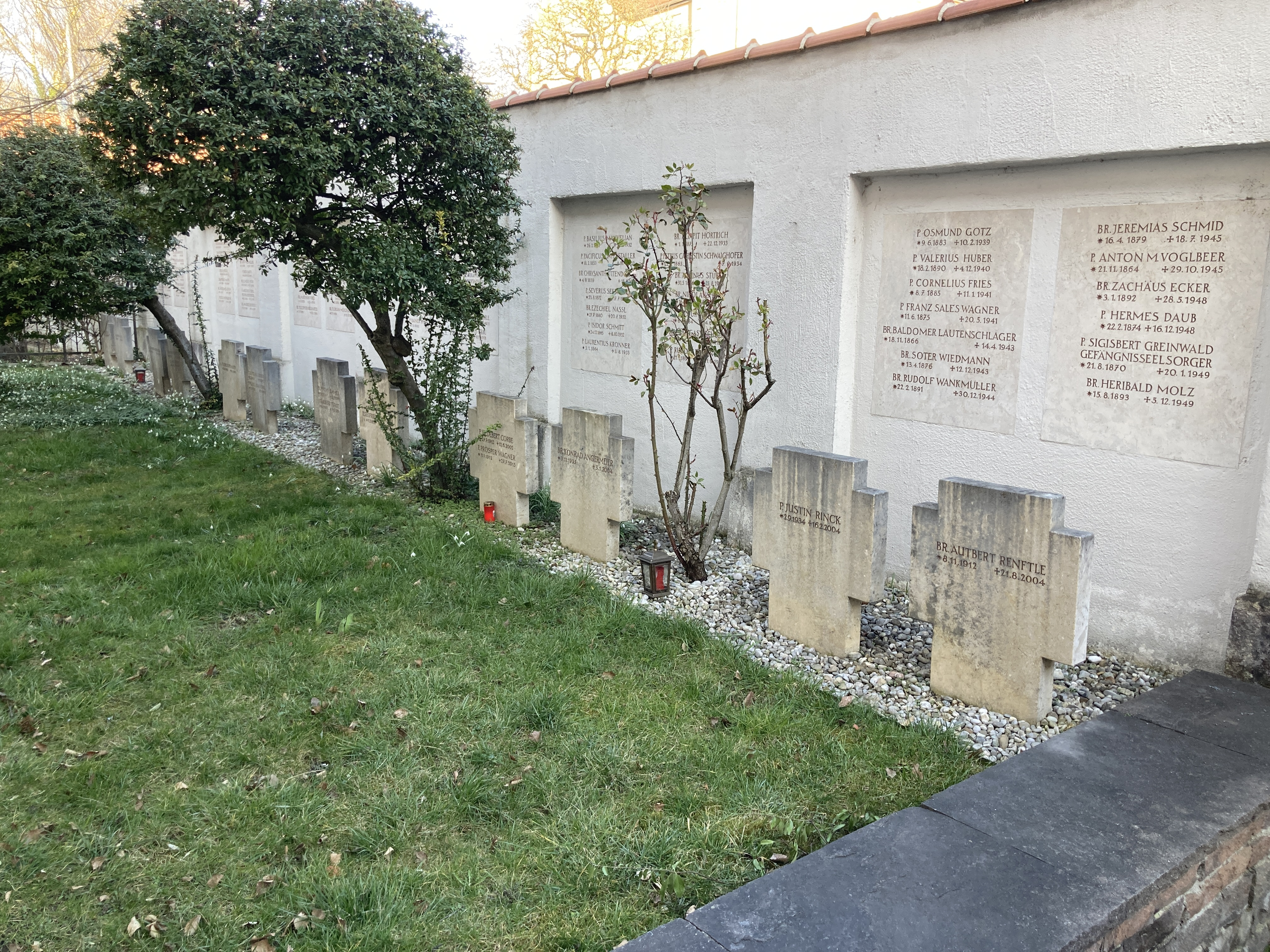
Klosterfriedhof der Kapuziner in München

Den Kern der Klostergebäude bildet eine zweigeschossige vierflügelige Anlage mit Satteldach. Über den Ostflügel ragt der Rundbau der Schmerzhaften Kapelle mit Zeltdach und Laterne hinaus. Im Inneren der Vierflügelanlage liegt ein etwa quadratischer Hof mit einem Brunnen in der Mitte. Anbauten an die Vierflügelanlage verlängern den Ostflügel nach Süden und den Südflügel nach Westen bis zur Kirche St. Anton.
An der Isartalstraße im Osten und der Kapuzinerstraße im Norden des Klosters ist noch die Klostermauer erhalten. Zwischen dem Ostflügel und der Mauer an der Isartalstraße liegt der Friedhof des Klosters.

## Nutzung
Seit Herbst 2008 werden die ehemaligen Klostergebäude von drei Organisationen genutzt:
- Die zentrale vierflügelige Anlage ist Sitz der Katholischen Journalistenschule ifp, dem früheren Institut zur Förderung publizistischen Nachwuchses, der Journalistenschule der katholischen Kirche Deutschlands.
- Das Verbindungsgebäude zwischen der Vierflügelanlage und der Kirche St. Anton und ein zwischen Kloster und Kirche freistehendes Gebäude dienen dem Pfarrverband Isarvorstadt als Pfarrsaal und Pfarrbüro.
- Die Kapuziner bewohnen nur noch das ehemalige Pfarrhaus in der Isartalstraße 4, das in Verlängerung des Ostflügels nach Süden errichtet ist.
- In dem langgestreckten Gebäude südlich der Vierflügelanlage und der Kirche St. Anton, in den sogenannten Remisen, sind das Provinzialat der Deutschen Kapuzinerprovinz sowie einige Gruppenräume des Pfarrverbands Isarvorstadt untergebracht.